# Aleurocanthus spiniferus
Aleurocanthus spiniferus là một loài côn trùng cánh nửa trong họ Aleyrodidae, phân họ Aleyrodinae.
Aleurocanthus spiniferus được Quaintance miêu tả khoa học đầu tiên năm 1903.